# Titularbistum Thois
Thois (ital.: Tois) ist ein ehemaliges Bistum der römisch-katholischen Kirche und heute ein Titularbistum. Es gehörte der Kirchenprovinz Alexandria an.
Das Bistum gehörte zur gleichnamigen antiken Stadt in der römischen Provinz Aegyptus bzw. Aegyptus Iovia im westlichen Nildelta.
| Titularbischöfe von Thois |                             |                                                                                             |                  |                   |
| Nr.                       | Name                        | Amt                                                                                         | von              | bis               |
| 1                         | Frédéric Marie Blessing OSC | Apostolischer Vikar von Bondo / emeritierter Apostolischer Vikar von Bondo (Belgisch-Kongo) | 2. Dezember 1937 | 17. August 1962   |
| 2                         | David Picão                 | Koadjutorbischof von Santos (Brasilien)                                                     | 10. Mai 1963     | 21. November 1966 |